# Sabah II Al Sabah
Ṣabāḥ bin Jābir Āl Ṣabāḥ (in arabo صباح جابر آل ﺻﺒﺎﺡ‎?; Kuwait, 1784 – Kuwait, novembre 1866) è stato uno sceicco kuwaitiano in carica dal 1814 al 1859.

## Biografia
Lo sceicco Ṣabāḥ II bin Jābir Āl Ṣabāḥ (1784 – novembre 1866) è stato il quarto Emiro del Kuwait della famiglia Āl Ṣabāḥ e governò dal 1859 al novembre 1866.
Era il primogenito di Jābir I Āl Ṣabāḥ al quale succedette.  Lo sceicco Ṣabāḥ II bin Jābir Āl Ṣabāḥ negoziò l'Accordo di tregua anglo-kuwaitiano del 1841.
Si sposò tre volte ed ebbe quattordici figli, dieci maschi e quattro femmine.